# Бужинија
Бужинија (итал. Businia) је насељено место у Републици Хрватској у Истарској жупанији. Административно је у саставу града Новиграда.
Бужинија је највеће насеље на подручју Града Новиграда, од којег је удаљена око 5 км. Налази се на путу Бује–Новиград, а са којима је добро повезана аутобуским линијама.

## Становништво
На попису становништва 2011. године, Бужинија је имала 936 становника.
Према попису становништва из 2001. године у насељу Бужинија живело је 467 становника који су живели у 133 породична домаћинства.
Кретање броја становника по пописима 1857—2001.
| година пописа  | 1857. | 1869. | 1880. | 1890. | 1900. | 1910. | 1921. | 1931. | 1948. | 1953. | 1961. | 1971. | 1981. | 1991. | 2001. |
| бр. становника | 0     | 0     | 89    | 115   | 214   | 298   | 0     | 644   | 321   | 240   | 217   | 218   | 224   | 311   | 467   |

Напомена:У 1880. исказано под именом Бусина. У 1857, 1869, и 1921. подаци су садржани у насељу Новиград. У 1931. садржи податак за насеље Антенал те део података за насеље Новиград. Исказује се као насеље од 1948.

## Попис1991.
На попису становништва 1991. године, насељено место Бужинија је имало 311 становника, следећег националног састава:
| Попис 1991.‍  | Попис 1991.‍  | Попис 1991.‍ | Попис 1991.‍ | Попис 1991.‍ |
| ------------ | ------------ | ----------- | ----------- | ----------- |
|              |              |             |             |             |
| Хрвати       | Хрвати       |             | 108         | 34,72%      |
| Италијани    | Италијани    |             | 62          | 19,93%      |
| Словенци     | Словенци     |             | 12          | 3,85%       |
| Албанци      | Албанци      |             | 7           | 2,25%       |
| Роми         | Роми         |             | 5           | 1,60%       |
| Срби         | Срби         |             | 5           | 1,60%       |
| Мађари       | Мађари       |             | 3           | 0,96%       |
| Југословени  | Југословени  |             | 1           | 0,32%       |
| Црногорци    | Црногорци    |             | 1           | 0,32%       |
| неопредељени | неопредељени |             | 11          | 3,53%       |
| регион. опр. | регион. опр. |             | 95          | 30,54%      |
| непознато    | непознато    |             | 1           | 0,32%       |
| укупно: 311  |              |             |             |             |